# Le Val-Saint-François
Le Val-Saint-François ist eine regionale Grafschaftsgemeinde (französisch municipalité régionale de comté, MRC) in der kanadischen Provinz Québec.
Sie liegt in der Verwaltungsregion Estrie und besteht aus 18 untergeordneten Verwaltungseinheiten (drei Städte, acht Gemeinden, drei Kantonsgemeinden, zwei Dörfer und zwei Sprengel). Die MRC wurde am 26. Mai 1982 gegründet. Der Hauptort ist Richmond. Die Einwohnerzahl beträgt 30.686 (Stand: 2016) und die Fläche 1.403,43 km², was einer Bevölkerungsdichte von 21,9 Einwohnern je km² entspricht.

## Gliederung
Stadt (ville)
- Richmond
- Valcourt
- Windsor

Gemeinde (municipalité)
- Bonsecours
- Maricourt
- Racine
- Saint-Claude
- Sainte-Anne-de-la-Rochelle
- Stoke
- Ulverton
- Val-Joli

Kantonsgemeinde (municipalité de canton)
- Cleveland
- Melbourne
- Valcourt

Dorf (municipalité de village)
- Kingsbury
- Lawrenceville

Sprengel (municipalité de paroisse)
- Saint-Denis-de-Brompton
- Saint-François-Xavier-de-Brompton

## Angrenzende MRC und vergleichbare Gebiete
- Drummond
- Les Sources
- Le Haut-Saint-François
- Sherbrooke
- Memphrémagog
- La Haute-Yamaska
- Acton